# Korczyn (województwo świętokrzyskie)
Korczyn – wieś w Polsce położona w województwie świętokrzyskim, w powiecie kieleckim, w gminie Strawczyn.
W latach 1975–1998 miejscowość administracyjnie należała do województwa kieleckiego.

## Części wsi
| SIMC    | Nazwa    | Rodzaj    |
| ------- | -------- | --------- |
| 0273442 | Dworskie | część wsi |
| 0273459 | Huta     | część wsi |
| 0273465 | Kolonia  | część wsi |
| 0273471 | Kopaniny | część wsi |
| 0273488 | Korconek | część wsi |
| 0273494 | Sochów   | część wsi |

## Historia
W XIX wieku wieś znajdowała się w gminie Snochowice. W 1827 Korczyn miał 34 domy i 212 mieszkańców. W 1855 folwark i wieś Korczyn należały do dóbr rządowych.